# Obcowanie świętych
Obcowanie świętych lub społeczność świętych (łac. communio sanctorum) – dogmat wiary chrześcijańskiej sformułowany w tzw. Symbolu Apostolskim. Jego treścią jest rzeczywistość Kościoła jako świętej komunii, wspólnoty (gr. koinonia). Czyli, jak wyjaśniał św. Nicetas (zm. po 414 r.): sam Kościół jest komunią świętych, świętych obcowaniem. Świętymi określeni są tu nie tylko chrześcijanie zmarli w opinii świętości i następnie kanonicznie ogłoszeni świętymi, ale wszyscy ci, którzy przez chrzest przyjęli świętość Chrystusa i zostali włączeni w Ciało Chrystusa. Rozumienie zakresu tej wspólnoty świętych jest jedną z głównych kontrowersji między katolicyzmem a protestantyzmem. Ten ostatni, w reakcji na średniowieczne praktyki odpustowe, w dużej mierze ograniczył znaczenie obcowania świętych do Kościoła w doczesności.

## W katolicyzmie i prawosławiu

### Świętych obcowanie a Kościół
Rozumienie tej prawdy wiary, zgodnie z Tradycją apostolską, która przechowywana jest tak w katolicyzmie, jak i w prawosławiu, rozciąga się także na Kościół błogosławionych, tzn. zmarłych chrześcijan, którzy doznali zbawienia i oczekują na Paruzję czy to w niebie, czy to oczyszczając się. Wyraża to wyznanie wiary sformułowane przez papieża Pawła VI po Soborze Watykańskim II:

"Wierzymy we wspólnotę wszystkich wiernych chrześcijan, a mianowicie tych, którzy pielgrzymują na ziemi, zmarłych, którzy jeszcze oczyszczają się, oraz tych, którzy cieszą się już szczęściem nieba, i że wszyscy łączą się w jeden Kościół; wierzymy również, że w tej wspólnocie mamy zwróconą ku sobie miłość miłosiernego Boga i Jego świętych, którzy zawsze są gotowi na słuchanie naszych próśb" (Wyznanie wiary Ludu Bożego, 30).

W katolicyzmie i w prawosławiu obcowanie świętych odnosi się zatem do chrześcijan przebywających na ziemi – Kościół walczący; przebywających w czyśćcu – Kościół pokutujący (prawosławie nie uznaje czyśca), a także będących już w niebie – Kościół triumfujący. Przynależący do tych trzech grup mogą się za sobą nawzajem wstawiać w modlitwie.
Współczesna myśl posoborowa o jedności tych trzech części Kościoła czerpie z wizji ojców Kościoła, którzy bardzo wyraźnie utożsamiali Chrystusa i Kościół jako jego ciało z Królestwem Bożym. Henri de Lubac przestrzega przed odchodzeniem od wizji wyrażonej przez Augustyna z Hippony:

„Żyjmy już teraz w tym Kościele, żyjmy w górnym Jeruzalem — powie Augustyn — ażebyśmy nie zginęli na wieki" (In psalm. 124, n. 4). I jeszcze raz: „Obecny Kościół jest królestwem Chrystusa i królestwem Boga" (Sermo 125). W tej syntetycznej wizji Tajemnicy Kościół jest utożsamiany z Chrystusem, jego Oblubieńcem, który sam w sobie stanowi Królestwo — autobasileia, jak powie Orygenes. I ta właśnie wizja odpowiada najgłębszej logice chrześcijańskiej eschatologii. Zrezygnowanie z niej prowadzi prostą drogą do niezliczonych niekonsekwencji w myśleniu i praktyce.

Jak zauważył Christoph Schönborn dla Augustyna i Tomasza z Akwinu istnieją dwa kolejne stany Kościoła: (łac.) nunc et tunc, teraz i później, obydwa są już Królestwem Bożym, z tym że teraz jest stanem tymczasowym, później zaś stanem ostatecznym Królestwa.

### Świętych obcowanie a modlitwa za zmarłych
Osoby pielgrzymujące na ziemi mogą dodatkowo ofiarowywać w intencji zmarłych pokutujących swe umartwienia i dobre uczynki. Tak w Kościołach katolickich jak i prawosławnych, praktykowana jest modlitwa wiernych, nie tylko za siebie nawzajem, ale także za zmarłych, w formie wypominek. Po śmierci życie Twoich wiernych, Panie, zmienia się, ale się nie kończy – jako głosi pierwsza prefacja za zmarłych Mszału rzymskiego. Modlitwa tych, którzy pielgrzymują jeszcze na ziemi potrzebna jest tym, którzy przeszli przez śmierć. Dlatego wiara Kościoła odnosi zbawienne skutki Ofiary Mszy świętej także do zmarłych – w popularnym słownictwie nazywa się to zamawianiem Mszy za zmarłych. I odwrotnie – zmarli, którzy weszli już do odpoczynku Królestwa, mogą się wstawiać za zmarłych poddanych oczyszczeniu, oraz za wiernych na ziemi. A także prosi się świętych o modlitwę, np. w litanii do wszystkich świętych.
Modlitwa za zmarłych pojawia się w Starym Testamencie w Księgach Machabejskich. Gdy okazało się, że Żydzi, którzy polegli w walce przekroczyli zakaz niedotykania bożków pogańskich, Juda, przywódca powstania Machabeuszów, posłał do Świątyni w Jerozolimie ofiary wstawiennicze za oczyszczenie tych zmarłych, gdyż wierzono w ich zmartwychwstanie:

Wszyscy zaś wychwalali Pana, sprawiedliwego Sędziego, który rzeczy ukryte czyni jawnymi, a potem oddali się modlitwie i błagali, aby popełniony grzech został całkowicie wymazany. Mężny Juda upomniał lud, aby strzegli samych siebie i byli bez grzechu mając przed oczyma to, co się stało na skutek grzechu tych, który zginęli. Uczyniwszy zaś składkę pomiędzy ludźmi, posłał do Jerozolimy około dwu tysięcy srebrnych drachm, aby złożono ofiarę za grzech. Bardzo pięknie i szlachetnie uczynił, myślał bowiem o zmartwychwstaniu (2 Mch 12,41-43).

Księga ta nie jest uznawana za kanoniczną przez współczesny judaizm oraz przez protestantów.
W katolicyzmie i prawosławiu communio sanctorum tłumaczy się jako „obcowanie świętych” (lub bardziej tradycyjnie: „świętych obcowanie”). Kluczowe pojęcie communio ("obcowanie") wywodzi się z antropologii siostrzanych Kościołów, głoszącej, iż człowiek w pełni, jako obraz i podobieństwo Boże, jest nie tylko sam w sobie ale przede wszystkim w głębokiej więzi życia i miłości z innymi osobami ludzkimi. Stąd obcowanie świętych to po prostu ustanowienie między zbawionymi doskonałego porządku trynitarnego. Bóg jest Miłością, ponieważ stanowi miłosne zjednoczenie Osób Boskich w Trójcy, gdzie więzi i wzajemne oddanie się są tak radykalne, że tworzą w troistości jedność. Życie wieczne zbawionych nie mogłoby być w pełni autentyczne, gdyby między nimi nie istniała podobna jedność w miłości.
Komunijność osoby ludzkiej stanowi centrum każdego powołania chrześcijańskiego. Jej podstawą jest osobowa relacja między "ja" i "ty", dlatego można ją rozwijać w małżeństwie i rodzinie, braterskiej miłości zakonnej a także w kapłańskiej posłudze potrzebującym. Więzy komunii między ludźmi odznaczają się trwałością na całą wieczność, gdzie – dzięki komunii z Bogiem – osiągną swoją pełnię. Obcowanie świętych mówi więc również o chwalebnym umocnieniu każdego dobra i każdej ludzkiej miłości w życiu wiecznym [Ap 21, 24-26].
W katolicyzmie obcowanie świętych jest tajemnicą wiary, głoszącą przyszłą komunię (zjednoczenie w miłości) wszystkich zbawionych; do tej rzeczywistości przygotowują w życiu doczesnym zarówno więzi małżeńskie i rodzinne, jak i braterska wspólnota zakonna. Tak pojęte communio sanctorum wyprowadzone zostało z dogmatu trynitarnego. Jego podstawą jest również powszechne powołanie chrześcijan do miłości.

## W protestantyzmie
W praktycznie wszystkich Kościołach protestanckich za Marcinem Lutrem używa się przekładu „społeczność świętych”. Wyjątkiem od tej zasady są Kościół Ewangelicko-Reformowany i Kościół Ewangelicko-Metodystyczny, które pozostały przy tradycyjnym przekładzie. Nie istnieją jednak między tymi wyznaniami a innymi protestantami różnice co do podejścia do właściwego wyrażania owej społeczności. Pozostałe Kościoły protestanckie stosują przekład „społeczność świętych”. Także podczas wyznania wiary w Kościele luterańskim słowami składu apostolskiego recytowane są słowa: „wierzę w […] społeczność świętych”, zamiast „świętych obcowanie”.
Nauka o społeczności świętych akceptowana jest w protestantyzmie jako jedna z zasadniczych doktryn, przy czym jej rozumienie jest odmienne niż w katolicyzmie i prawosławiu. Kościoły protestanckie pod pojęciem społeczności świętych rozumieją ogół wierzących żyjących na ziemi i zjednoczonych w jedno Ciało, którym jest powszechny, niewidzialny Kościół Chrystusowy. Utożsamianie każdego wierzącego chrześcijanina ze świętym jest w protestantyzmie szczególnie podkreślane, co ma odbicie nie tylko w charakterystycznym dla protestantyzmu zrozumieniu społeczności świętych, ale także w samej eklezjologii tej gałęzi chrześcijaństwa, co wynika z nauki o usprawiedliwieniu przez samą wiarę i nieodwołalnym zbawieniu (część protestantów dodatkowo akceptuje także doktrynę zachowania świętych).

### Wyrazy społeczności świętych
Symbolem i jednym z wyrazów owej jedności i społeczności między świętymi, czyli członkami owego niewidzialnego ciała, jest w protestantyzmie Wieczerza Pańska. Symbolika wspólnotowa Wieczerzy Pańskiej posiada w protestantyzmie długoletnią tradycję, sięgającą czasów reformacji i osoby reformatora Huldrycha Zwingliego. Zwingli w XVI wieku zwrócił ponownie uwagę ówczesnych chrześcijan na wymiar wspólnotowy Wieczerzy Pańskiej, a więc jej odniesienie do społeczności świętych (stąd nazwa: „komunia”). Oprócz Wieczerzy Pańskiej protestanci dostrzegają wyraz społeczności świętych we wspólnej modlitwie zborowej na nabożeństwie oraz w osobistych modlitwach wstawienniczych żyjących wiernych. Uzasadnieniem dla protestantów takiego wyrażania społeczności świętych są fragmenty Nowego Testamentu stwierdzające, iż podobne wyrazy społeczności świętych uznawał Kościół pierwotny.
Jednocześnie protestanci odrzucają wszystkie elementy katolicko-prawosławnego zrozumienia tej nauki, które ich zdaniem są sprzeczne z Pismem Świętym i nie znajdują w nim poparcia lub są przez nie wyraźnie zakazane. Dlatego też Kościoły protestanckie odrzucają ideę modlitwy do zmarłych świętych jako wyrazu społeczności świętych. Opierają się przy tym na fragmentach Nowego Testamentu mówiących o jedynym pośredniku – Jezusie Chrystusie a także na biblijnym zakazie wzywania osób umarłych przez osoby żywe:

Niech nie znajdzie się u ciebie […] wzywający zmarłych.

Stanowisko Kościołów protestanckich w tej sprawie było jasno sformułowane już w XVI wieku. Księgi wyznaniowe luteranizmu nauczają:

Także wzywanie świętych jest częścią nadużyć i błędów antychrysta, jest sprzeczne z pierwszym naczelnym artykułem i podważa poznanie Chrystusa. Nie zostało nakazane i nie opiera się na radzie ani na przykładzie, ani na świadectwie Pisma. Wszystko jest nam lepiej i pewniej podane w Chrystusie, tak iż nie potrzebujemy wzywania świętych, a chociażby nawet była to rzecz cenna, jednak jest to rzeczą bardzo zgubną. Chociaż aniołowie w niebie, a święci na ziemi, a może także i w niebie, modlą się za nas (jak zresztą i Chrystus czyni), to jednak z tego nie wynika, iż mamy aniołów i świętych wzywać, uwielbiać i czcić.